# Gagrella cerata
Gagrella cerata is een hooiwagen uit de familie Sclerosomatidae.